# Babarcszőlős
Babarcszőlős (vyslovováno [babarcséléš], chorvatsky Pabac, Babac) je malá vesnička v Maďarsku v župě Baranya, spadající pod okres Siklós. Nachází se blízko hranice s Chorvatskem, asi 15 km severozápadně od Siklóse. V roce 2015 zde žilo 109 obyvatel, z nichž jsou (dle údajů z roku 2011) 95,7 % Maďaři, většinu obyvatel (53 %) však tvoří Romové.
Sousedními vesnicemi jsou Diósviszló, Garé, Ócsárd, Siklósbodony a Szava.